# On accepte pas les critiques
On accepte pas les critiques (You're Not Yelping en VO) est le quatrième épisode de la dix-neuvième saison de la série télévisée d'animation américaine South Park et le 261e épisode de la série globale. L'épisode traite principalement de la popularité des critiques de restaurants Yelp.

## Résumé
Depuis la gentrification de South Park, les restaurants se multiplient en ville. Pour avoir de bonnes places et un bon service, les trois quarts des habitants font des critiques sur Yelp. Parmi eux se trouvent notamment Gerald Broflovski, l'inspecteur de police Yates et Cartman. Ce dernier se met bientôt à embêter David, le fils du gérant d'un restaurant mexicain. Lorsqu'il s'inscrit à l'école, Cartman en fait son esclave, le menaçant de mettre 0 étoiles au restaurant de son père. 
Lorsque le gérant du Whistlin' Willy's, exaspéré, met tous les critiques gastronomiques de Yelp dehors, Cartman le prend mal et va convaincre tous les autres critiques de brûler ce restaurant et de "décapiter" le gérant (en lui enlevant la tête factice de son costume). Kyle et d'autres enfants, parmi lesquels David, lui reprochent d'avoir motivé les Yelpeurs à détruire leur restaurant préféré. 
David finit par s'énerver et appelle le leader des critiques pour un duel, croyant avoir affaire à Cartman. Mais tous les Yelpeurs pensent que le message leur est destiné et se rassemblent devant le jeune garçon. Kyle a alors une idée : élire toutes les Yelpeurs de la ville "meilleur critique", leur donner un badge pour qu'on le sache, et leur faire manger des repas désormais secrètement souillés par de la morve et du sperme.